# Nissaf Ben Hafsia
Nissaf Ben Hafsia (arabe : نصاف بن حفصية), née le 27 novembre 1971, est une actrice tunisienne.

## Biographie
En 2015, elle est la directrice du Centre national des arts dramatiques et scéniques de Sfax.
En janvier 2020, le ministère de la Culture la nomme directrice artistique de la 22e édition des Journées théâtrales de Carthage,.

## Filmographie

### Séries
- 1999-2000 : Idhhak Li Donia (saison 2) d'Abderrazak Hammami et Tahar Fazaa : Karima
- 2002 : Itr El Ghadab de Habib Mselmani et Ridha Gaham
- 2003 : Ikhwa w Zman de Hamadi Arafa, Wajiha Jendoubi et Dhafer Néji
- 2004 : Hssabet w Aqabet de Habib Mselmani et Ali Louati
- 2005 :
  - Oud El Menyar de Habib Mselmani et Ali Louati
  - Chara Al Hobb de Hamadi Arafa et Moncef Lazâar : Latifa
- 2006 : Choufli Hal (saison 2) de Slaheddine Essid, Abdelkader Jerbi et Hatem Bel Hadj : invité d'honneur
- 2007 : Layali el bidh de Rafika Boujday et Habib Mselmani : Zohra, la femme de ménage
- 2008 :
  - Maktoub (saison 3) de Sami Fehri, Tahar Fazaa et Taher Ben Ghdifa[4] : Aziza
  - Sayd Errim de Rafika Boujday et Ali Mansour
- 2009 : Achek El Sarab de Habib Mselmani, Ali Louati et Adnen Khédhr
- 2010 : Casting de Sami Fehri, Saoussen Jemni et Rafika Boujday : la femme de Salah
- 2013 :
  - Yawmiyat Aloulou de Kamel Youssef, Tarek Ben Hjal et Béchir Mannai
  - Zawja El Khamsa de Habib Mselmani et Jamel Eddine Khelif (invitée d'honneur de l'épisode 15) : Mehrzia, la femme de ménage sourde et muette
- 2018 : Tej El Hadhra de Sami Fehri, Saoussen Jemni, Maya Ksouri et Ridha Gaham : Hakima, la gouvernante du palais beylical
- 2019 :
  - Nouba (invité d'honneur de la saison 1) d'Abdelhamid Bouchnak, Maroua Znaïdi, Héla Ayed, Aziz Jebali, Yasmine Dimassi, Jihed Cherni et Mohamed Denguezli : la femme de Noureddine
  - Masrah El Aaila d'Anouar Ayachi et Dalila Meftahi : Mahbouba
- 2020 : Galb El Dhib (ar) de Bassem Hamraoui, Ahed Karmaoui, Ali Marwan el Shaki, Linda Turki, Moez Bouziri et Salma Hobbi : la mère de Jilani

### Films
- 2012 : Ce que le jour doit à la nuit d'Alexandre Arcady et Daniel Saint-Hamont
- 2017 : Vent du nord de Walid Mattar : Zina Ben Slimane
- 2019 : Un fils de Mehdi Barsaoui